# 第17回トロント映画批評家協会賞
17th TFCA Awards

2013年12月16日

作品賞: 

 インサイド・ルーウィン・デイヴィス 名もなき男の歌 
第17回トロント映画批評家協会賞は2013年の映画を対象としており、2013年12月16日に発表された。

## 受賞一覧

### 作品賞
- 受賞： 『インサイド・ルーウィン・デイヴィス 名もなき男の歌』
  - 次点 : 『それでも夜は明ける』、『her/世界でひとつの彼女』

### 監督賞
- 受賞：アルフォンソ・キュアロン - 『ゼロ・グラビティ』
  - 次点 : スティーヴ・マックイーン - 『それでも夜は明ける』、コーエン兄弟 - 『インサイド・ルーウィン・デイヴィス 名もなき男の歌』

### 主演男優賞
- 受賞：オスカー・アイザック - 『インサイド・ルーウィン・デイヴィス 名もなき男の歌』
  - 次点 : キウェテル・イジョフォー - 『それでも夜は明ける』、マシュー・マコノヒー - 『ダラス・バイヤーズクラブ』

### 主演女優賞
- 受賞：ケイト・ブランシェット - 『ブルージャスミン』
  - 次点 : ジュリー・デルピー - 『ビフォア・ミッドナイト』、グレタ・ガーウィグ - 『フランシス・ハ』

### 助演男優賞
- 受賞：ジャレッド・レト - 『ダラス・バイヤーズクラブ』
  - 次点 : マイケル・ファスベンダー - 『それでも夜は明ける』、ジェームズ・フランコ - 『スプリング・ブレイカーズ』

### 助演女優賞
- 受賞：ジェニファー・ローレンス - 『アメリカン・ハッスル』
  - 次点 : ルピタ・ニョンゴ - 『それでも夜は明ける』、ジューン・スキッブ - 『ネブラスカ ふたつの心をつなぐ旅』

### 脚本賞
- スパイク・ジョーンズ - 『her/世界でひとつの彼女』

### 第一回作品賞
- Neighboring Sounds

### 外国語映画賞
- 『罪の手ざわり』 中華人民共和国

### アニメーション映画賞
- 『風立ちぬ』

### ドキュメンタリー映画賞
- 『アクト・オブ・キリング』